# Mamaliga
Mămăligă

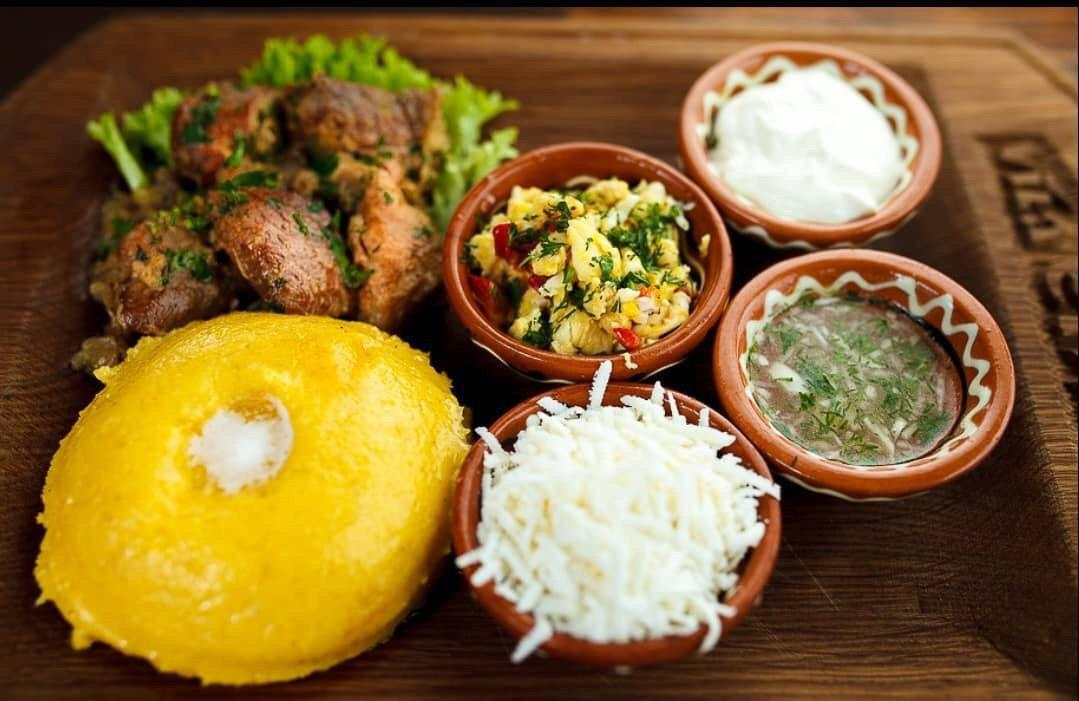
Mamaliga

La mămăligă, littéralement « bouillie de farine de maïs », francisé en mamaliga (sans diacritique) est un plat traditionnel roumain et moldave, à base de maïs jaune. C'est l'équivalent de la polenta italienne.
La mămăligă est l'un des principaux plats traditionnels du paysan roumain, historiquement un plat rural. C'était souvent un substitut au pain, l'aliment de base dans les régions rurales pauvres. Toutefois, au cours des dernières décennies, il est devenu un plat recherché, servi dans les meilleurs restaurants. Il est généralement servi comme accompagnement avec des sarmale ou d'autres plats traditionnels.
Chez les Hongrois de Transylvanie et les Csángós des Carpates moldaves, la mămăligă est appelée « puliszka » : cette version de la recette est cuite au four après l'ébullition, avec du « juhtúró » (fromage de brebis similaire à la bryndza roumaine) et des lardons.

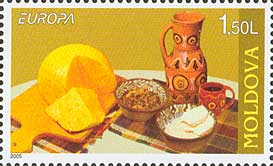
Timbre de Moldavie où figure de la mămăligă.

## Histoire

### Origine céréalière
Les bouillies sont l'une des formes de consommation des céréales les plus anciennes dans toute l'humanité, bien avant le pain apparu il y a quelque 4 000 ans. À l'origine, les graines employées pour préparer des bouillies étaient très diversifiées comme le millet ainsi que l'épeautre et l'engrain. La bouillie de céréales est attestée archéologiquement dès le néolithique. L'alimentation quotidienne à l'époque néolithique semble dominée par les bouillies de céréales mélangées à des légumineux ou à des fruits. Les archéologues ont retrouvé des croûtes de bouillie de céréales formés sur les parois des vases du Néolithique ancien.

### Influence de l'Empire romain
Les bouillies de céréales cuites avec du fromage et du lard et découpées en portions étaient l'un des ingrédients de l'alimentation des légions romaines en campagne.

### Introduction du maïs en Roumanie
Le maïs fut introduit en Espagne par Hernán Cortés et se répandit en Europe au XVIe siècle. Les plaines basses et humides du bassin du moyen et du bas-Danube sont des régions européennes idéales pour la culture de cette céréale, qui connut une grande extension dans les actuelles Hongrie, Roumanie et Moldavie.
L'arrivée du maïs à Timișoara dans le Banat est attestée vers 1692.
Dès lors, la mămăligă de millet laisse rapidement place à celle de maïs, plus facile et rapide à préparer, qui devient dès lors un aliment de premier ordre, efficace contre les famines qui sévissaient encore aux XVIIe et XVIIIe siècles.
L'historien Nicolae Iorga affirme que les paysans roumanophones cultivèrent le maïs dès le début ou le milieu du XVIIe siècle mais Étienne Ignace Raicevich, un ragusain, consul de l'empire d'Autriche à Bucarest pendant le troisième quart du XVIIIe siècle, écrit que le maïs a été introduit seulement "da poco tempo". La francisation du terme mămăligă au maïs apparaît en 1873 dans le Larousse : « mamaliga s. f. Bouillie de farine de maïs, dans les Principautés danubiennes ».

## Étymologie
Avant l'introduction du maïs en Europe au XVIe siècle, la mămăligă se préparait avec de la farine de millet, préparation qui existait déjà sous les Romains connue sous le nom de pulmentum. Varron, dans son livre De lingua latina (« De la langue latine ») volume V, donne ce terme latin comme une onomatopée de « puls » : le bruit que fait la bouillie quand on la plonge dans l'eau. Les Romains en consommaient tant, que les Grecs les appelaient pultiphages : « mangeurs de bouillies ». Au XVIe siècle, le voyageur italien Ferrante Capeci écrit que « les valaques de Transsylvanie, Moldavie, Hongro-valaquie et Mésie préparent une bouillie de grains accompagnée de fromage de brebis et appelée mammalingua », soit plus ou moins la « touillée/léchée/cuillerée de la mère » en roumain. Le terme magyar puliszka, lui, pourrait dériver du roumain pulpa lui-même issu du grec ancien polypos qui signifie attaché/pulpeux/moelleux, et qui a aussi donné « poulpe » en français ; dans le même ordre culinaire d'idées, le terme magyar palacsinta (pâtisserie feuilletée) pourrait dériver du roumain « placinta » (équivalent roumain de la tirópita grecque) qui lui-même provient du latin placenta désignant une galette, gâteau.

## Toponymie
Un village peuplé de Roumains situé en Ukraine, sur la rivière Prout, à la frontière roumaine, dans l'oblast de Tchernivtsi et dans le raïon de Sulitsa nouă, jadis territoires moldaves, porte aussi le nom de « Mămăliga » (transcrit par Mamalyha depuis l'ukrainien).

## Traduction du mot en français
En ce qui concerne la cuisine roumaine, on remarque une oscillation des traducteurs entre la traduction faible et la traduction forte des noms de plats, mais en ce qui concerne le chou farci à la roumaine, pour préserver son identité culturelle, et donner un aspect pittoresque, généralement c'est l'emprunt lexical qui semble être le procédé le plus courant. Dans le Larousse « mamaliga » figure depuis 1873.

## Préparation
Traditionnellement, la mămăligă se prépare en faisant bouillir un mélange d'eau, de sel et de semoule de maïs, appelé localement « mălai », dans un chaudron de fonte (« ceaun ») et qui doit toujours être remué, traditionnellement à l'aide d'un bâton en bois, sorte de rouleau à pâtisserie (« făcăleț »). Lorsqu'elle est préparée à la manière paysanne et utilisée comme substitut au pain, la mămăligă roumaine est censée être beaucoup plus épaisse que la polenta italienne au point qu'on peut la découper en tranches, comme un pain. Quand elle est préparée à d'autres fins, la mămăligă peut être plus moelleuse, allant jusqu'à la consistance d'une bouillie. Comme la mămăligă adhère aux surfaces métalliques, on la découpe habituellement à l'aide d'un fil, et on la mange en la prenant avec les doigts, comme on ferait avec du pain.

## Consommation

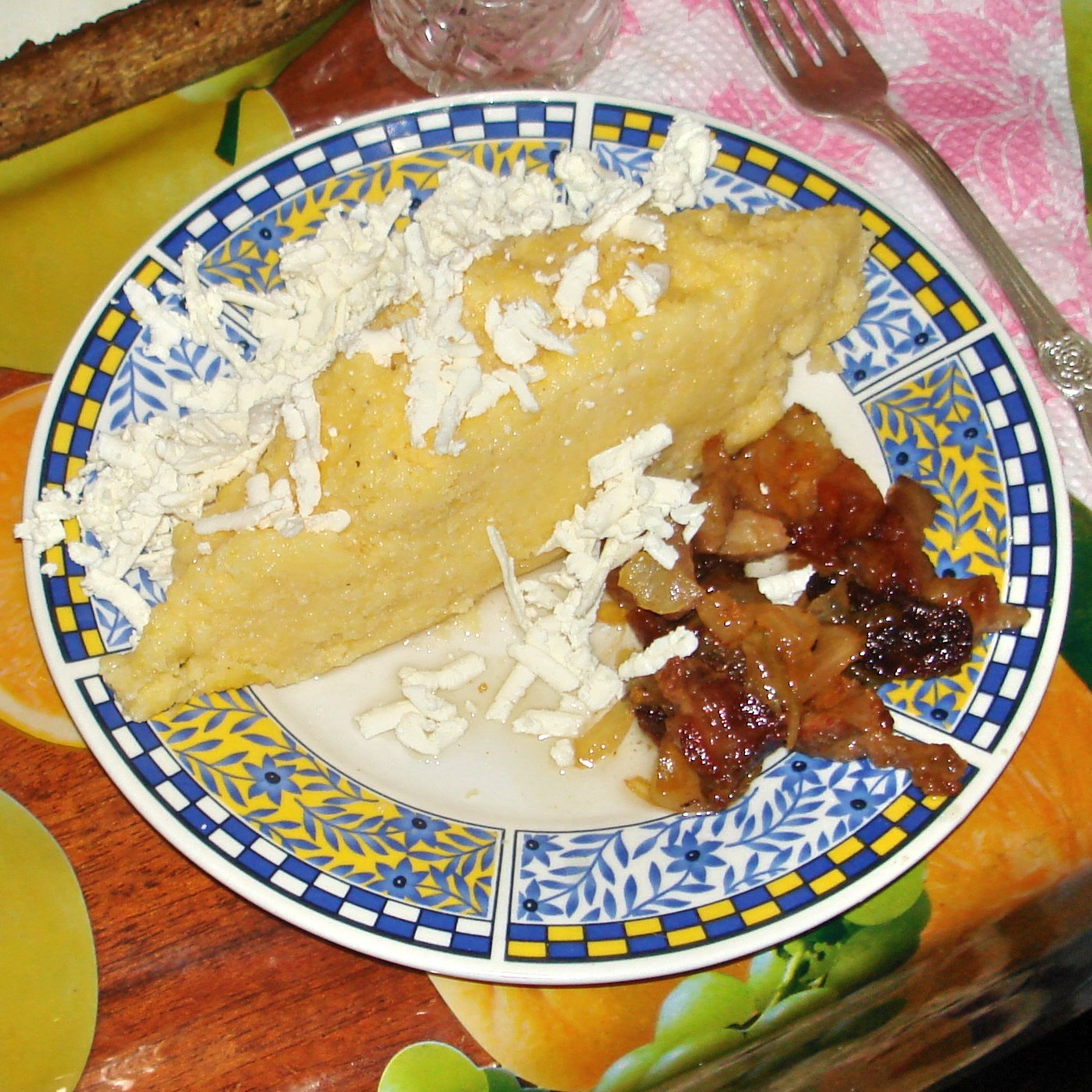
Assiette de mămăligă au fromage.

La mămăligă est souvent servie accompagnée de smântână (crème fraîche) et de fromage (« mămăligă cu brânză ») ou écrasée dans un bol de lait chaud (« mămăligă cu lapte »). Parfois les tranches de mămăligă sont poêlées à l'huile, le résultat rappelant le pain de maïs.
La mămăligă pouvant servir de substitut au pain dans de nombreux plats roumains, nombreux sont ceux à base de mămăligă ou qui l'incluent d'une manière ou d'une autre. Le plus populaire d'entre eux est sans doute le sarmale à la mămăligă.
La mămăligă est un plat très diversifié : différentes recettes de plats à base de mămăligă peuvent se préparer avec du lait, du beurre, divers types de fromages, des œufs, des saucisses (généralement frites, grillées ou rôties au four), du lard, du jambon, des champignons, etc. La mămăligă est un aliment sans graisse et sans cholestérol et à haute teneur en fibres. Il peut remplacer avantageusement les glucides raffinés tels que le pain blanc, les pâtes ou le riz.

## Produits dérivés

### Mălai

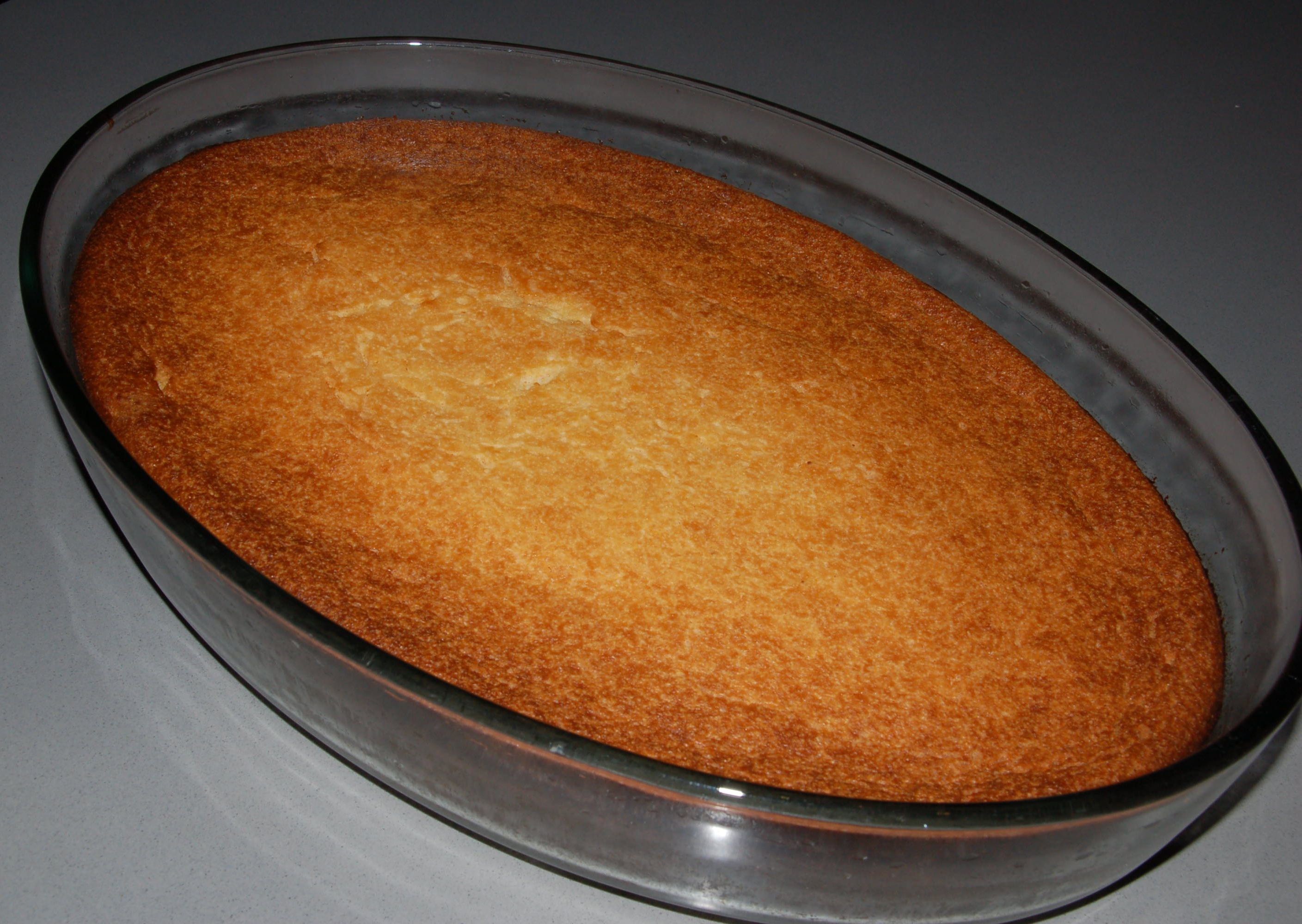
Mălai.

Selon le contexte, « mălai » est le terme roumain désignant, soit la semoule de maïs roumaine, soit tout type de céréales ou de grains comestibles, mais cette acception est de plus en plus désuète. La fécule de maïs est aussi appelée « mălai » ou « făină de mălai ».

### Mieșniță
Un gruau à base de semoule de maïs, d'eau, de lait, de beurre, sel et sucre, est appelé en Roumanie « cir de mămăligă ». S'il est extrêmement fin et fait exclusivement de semoule de maïs, d'eau et de sel, il est appelé « mieșniță ».

### Păsat
Le păsat désigne le maïs moulu en petits grumeaux et non pas en farine.

## Apports nutritionnels
Comme les autres aliments faits à base de céréales, cette semoule de maïs est principalement constituée de glucides complexes rassasiant (75 %) qui se diffusent lentement dans l'organisme. Au niveau des vitamines, elle apporte des vitamines B en particulier de la vitamine B9.

## Mamaliga dans la littérature
En français, la première attestation textuelle date de 1892 dans un roman de Jules Verne Le Château des Carpathes (page 49) : « À ceux‑ci, Jonas [propriétaire d'une auberge en Transylvanie] offrait cette sorte de bouillie ou gâteau de maïs, connue sous le nom de mamaliga, qui n'est point désagréable quand on l'imbibe de lait fraîchement tiré ». En anglais, le mot apparaît en 1897 dans le roman de Bram Stoker Dracula , chapitre 1 : « I had for breakfast more paprika, and a sort of porridge of maize flour which they said was "mamaliga", and egg-plant stuffed with forcemeat, a very excellent dish, which they call "impletata" ».
La deuxième attestation en français date de 1934 dans le roman de Roger Vercel Capitaine Conan : « la table grasse où traînaient des guenilles, où durcissait un morceau de mamaliga, cette coriace galette de maïs qui nous avait tant déçus, car, à sa couleur, nous la croyions pétrie de beurre et d'œufs ».

## Universalité de la bouillie de maïs
Avec des variantes dans sa composition, sa préparation ou sa consommation, ce mets est préparé dans la cuisine traditionnelle de plusieurs pays à travers le monde. La bouillie de maïs est présente dans la gastronomie :
- anglaise (porridge);
- bressane (gaudes);
- brésilienne (angu);
- bulgare (kachamak);
- congolaise (foufou);
- curaçaoanne (funchi);
- gasconne (cruchade);
- italienne (polenta);
- kényane (kimyet)
- languedocienne (milhàs);
- mexicaine (atole);
- québécoise (soupane);
- réunionnaise (sosso maïs);
- tanzanienne (ugali);
- zimbabwéenne (sadza)